# Mayo Dourou
Mayo Dourou est un village de la commune de Banyo situé dans la région de l'Adamaoua et le département du Mayo-Banyo au Cameroun.

## Population
En 1967, Mayo Dourou comptait 169 habitants, principalement Foulbe et Koutine (ou Pere).
Lors du recensement de 2005, 327 personnes y ont été dénombrées.